# Margate Football Club
El Margate Football Club es un club de fútbol inglés basado en Margate, Kent. El equipo juega en la Isthmian League Premier Division, séptima división del fútbol de Inglaterra. Durante los años 1980 el club fue conocido como Thantet United.
El equipo fue fundado en 1896 y se unió a la Southern Football League en el año 1933. Luego de pasar un tiempo en la liga del condado de Kent luego de la Segunda Guerra Mundial, Margate retornó a la Southern League en 1959 y se mantuvo en ella hasta el año 2001 cuando ascendió a la Football Conference, el más alto nivel para clubes sin contar la Premier League y las ligas de la Football League. Durante su paso por esta división, el equipo tuvo que disputar sus encuentros como local en otros estadios de Kent mientras su estadio, el Hartsdown Park era reconstruido. Durante ese tiempo el equipo fue expulsado de la Football Conference y luego descendió a la Isthmian League.
Margate alcanzó la tercera ronda de la FA Cup en dos ocasiones, jugando en la segunda de ellas con Tottenham Hotspur, equipo de la First Division, primera división del fútbol inglés en ese entonces, y defensores del título de la Copa de la UEFA.

## Palmarés
- Southern League Premier Division (1): 2000-01
- Southern League Division One (1): 1962-63